# Māris Jučers
Māris Jučers (ur. 18 czerwca 1987 w Priekule) – łotewski hokeista, reprezentant Łotwy.

## Kariera
- HK Zemgale (2003-2004)
- Tyringe SoSS (2004-2005)
- Liepājas Metalurgs (2007-2011)
- Dinamo Ryga (2011-2013)
- Dinamo-Juniors Ryga (2013-2014)
- Bejbarys Atyrau (2014-2016)
- Podhale Nowy Targ (2016-2017)
- Lions de Lyon (2017-2018)
- EHC Lustenau (2018-2019)
- HK Liepāja (2019-2022)

Wychowanek klubu Liepājas Metalurgs. Występował w rozgrywkach rodzimej łotewskiej ekstraligi, szwedzkiej Division 1, ekstraligi białoruskiej. Od lipca 2011 zawodnik Dinama Ryga. W jego barwach występował w rosyjskich rozgrywkach KHL edycji 2011/2012 i 2012/2013. Od czerwca 2014 zawodnik Bejbarysu Atyrau w lidze kazachskiej. Od maja 2016 zawodnik Podhala Nowy Targ w rozgrywkach Polskiej Hokej Ligi. Od maja 2017 zawodnik francuskiego klubu z Lyonu w Ligue Magnus. W maju 2018 przeszedł do austriackiego EHC Lustenau. W maju 2019 został graczem HK Liepāja, gdzie latem 2020 przedłużył kontrakt. W lipcu 2022 ogłosił zakończenie kariery.
Uczestniczył w turniejach mistrzostw świata w 2011, 2012, 2013.

## Sukcesy
Klubowe
- Złoty medal mistrzostw Łotwy: 2008, 2009, 2011 z Metalurgs Lipawa
- Srebrny medal mistrzostw Łotwy: 2010 z Metalurgs Lipawa
- Puchar Łotwy: 2008 z Metalurgs Lipawa
- Puchar Nadziei: 2013 z Dinamem Ryga
- Złoty medal mistrzostw Kazachstanu: 2016 z Bejbarysem Atyrau
- Puchar Francji: 2018 z ions de Lyon